# Амбары (станция)
Амбары- промежуточная железнодорожная станция. Расположена на двухпутном пути Басы — Ворожба, находится между станциями Торопиловка и Виры. От станции ответвлена линия до станции Веринский завод

## История
Станция была открыта в 1907 году. В 1911 году построили короткую (9 км) ветку до станции Веринский завод, с этого времени станция является узловой. Историческое здание вокзала не сохранилось, современный вокзал был построен в 1964 году.

## Пассажирское сообщение
На станции останавливаются пригородные поезда в направлении Сум, Ворожбы, Веринского завода, поезда дальнего следования не останавливаются